# Simulium abatanense
Simulium abatanense är en tvåvingeart som beskrevs av Takaoka 1983. Simulium abatanense ingår i släktet Simulium och familjen knott.
Artens utbredningsområde är Filippinerna. Inga underarter finns listade i Catalogue of Life.